# 1985 en Italie
Chronologie de l'Italie
- 1981
- 1982
- 1983
- 1984
- 1985
- 1986
- 1987
- 1988
- 1989

1983 en Europe - 1984 en Europe - 1985 en Europe - 1986 en Europe - 1987 en Europe

## Événements

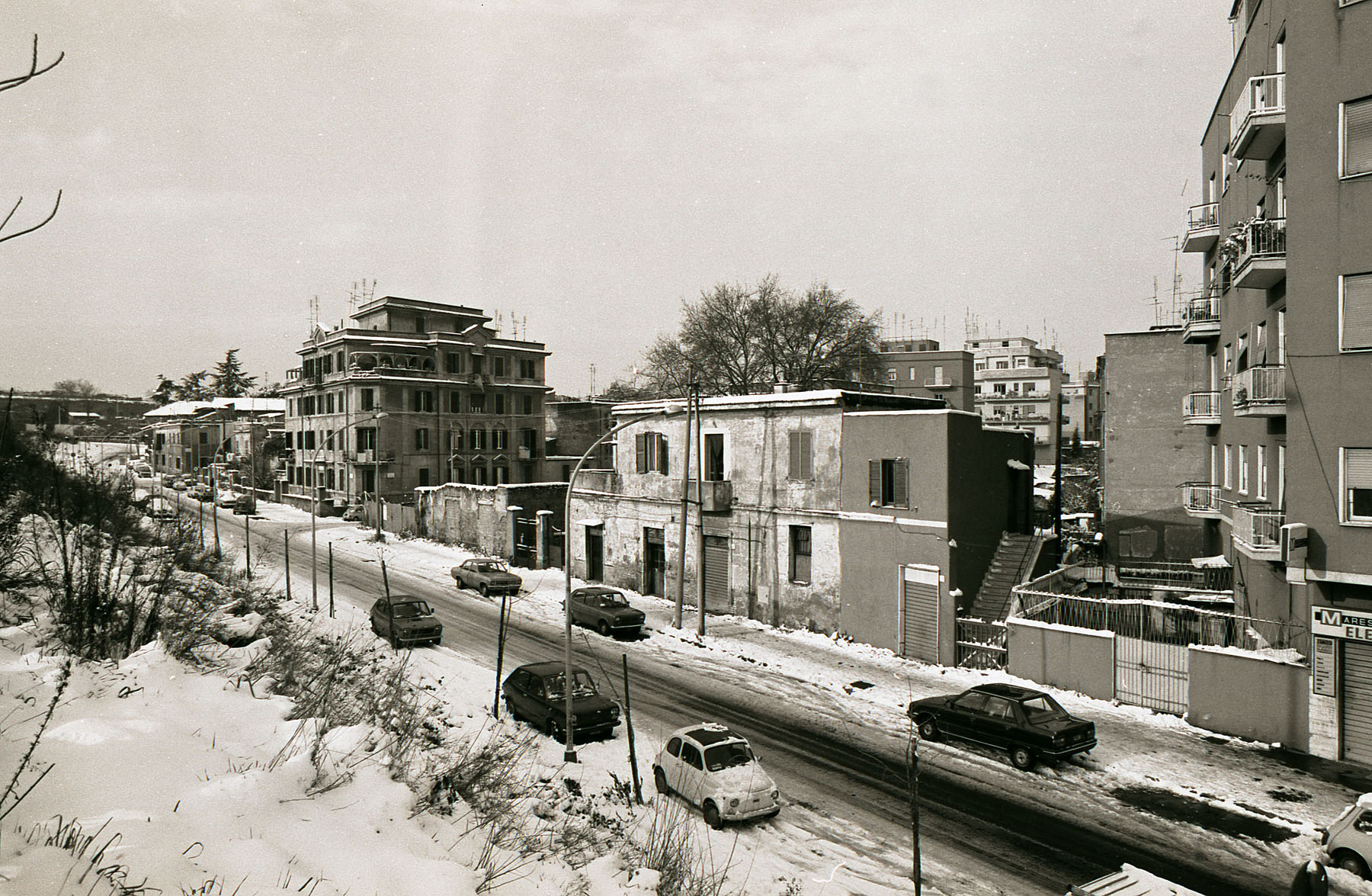
La neige à Rome le 6 janvier 1985.

- 5 janvier : début d'une grande vague de froid qui frappe la Toscane, l'Ombrie, les Marches, le Latium et la Campanie. Les chutes de neige paralysent le nord de l'Italie du 13 au 17 janvier[1].
- 24 janvier : libération anticipée du criminel de guerre nazi Walter Reder, responsable du massacre de Marzabotto en 1944 après 34 ans de détention par les autorités italiennes. Il retourne en Autriche[2].
- 4 février : le parlement approuve le décret dit Berlusconi bis réglementant le système de radio et de télévision[3].
- 17 février : le parlement approuve la « loi Visentini » luttant contre la fraude fiscale. Elle concerne 4 millions de personnes parmi les artisans, professions libérales, petites entreprises (dont le chiffre d'affaires annuel est inférieur à 780 millions de lires), qui jusque-là avaient une comptabilité simplifiée, rendant difficile toute vérification ou contrôle, ce qui favorisait largement la fraude. La nouvelle loi oblige ces catégories de contribuables à opter entre la comptabilité normale ou un régime forfaitaire, pour la TVA et l'IRPEF. Dans le premier cas, les transactions devront être comptabilisées dans plusieurs registres, tandis que selon le régime forfaitaire le montant de l'impôt à payer est fixé quel que soit le niveau des profits de l'année, en proportion du chiffre d'affaires annuel, celui-ci étant évalué à partir de vérifications multiples[4].
- 21 février : loi d'amnistie sur les constructions illégales[4].
- 23 février : le vice-président des industriels siciliens, Roberto Parisi, est assassiné par la mafia à Palerme avec son chauffeur[5].
- 27 mars : assassinat à Rome de l'économiste Ezio Tarantelli (it) par les Brigades rouges[6].
- 30 mars : arrestation du spécialiste du blanchiment des fonds de la Mafia, Giuseppe Calò[7].
- 23 - 24 avril : visite à Rome d’Erich Honecker (RDA). Il obtient une audience avec le pape[8].
- 9-10 juin : référendum sur l'abrogation de la loi réduisant l'échelle mobile des salaires[9].
- 24 juin : Francesco Cossiga est élu président de la République (fin en 1992)[10].
- 19 juillet : catastrophe du barrage du Val de Stava au nord du pays, 269 morts[11].
- 20 juillet : dévaluation de 6 % de la lire assortie de nouvelles mesures pour augmenter les recettes de l’État (fiscalisation des cotisations sociales, majoration des amendes pour fraude, centralisation des guichets bancaires)[4].
- 1er août : la Cour d'appel de Bari acquitte tous les accusés du massacre de la Piazza Fontana pour insuffisance de preuves[12].
- 6 août : assassinat par la mafia à Palerme du policier Ninni Cassarà et de l'agent de police Roberto Antiochia[13].
- 8 septembre : assassinat à San Casciano in Val di Pesa de deux touristes français, Nadine Mauriot et Jean-Michel Kraveichvili, huitième et dernier double meurtre du Monstre de Florence[14].
- 23 septembre : le journaliste Giancarlo Siani est assassiné par la Camorra à Naples[15].
- 7 octobre : détournement du paquebot italien Achille Lauro par un commando terroriste palestinien[16].
- 8 novembre : le pool antimafia du parquet de Palerme, dirigé par le juge Antonino Caponnetto, dépose l'ordre de mise en examen de 707 personnes soupçonnées d'appartenir à l'organisation criminelle Cosa Nostra. 476 d'entre elles sont traduites en justice (dont Nino Salvo qui décède avant le procès), 231 sont acquittées[17].
- 27 décembre : attentats palestiniens mortels aux aérogares de Rome et Vienne contre la compagnie israélienne El Al ; 19 morts dont quatre des sept terroristes et 115 blessés[18].

## Économie
- Le déficit budgétaire représente 12,5 % du produit intérieur brut. Celui de la balance commerciale s’aggrave de janvier à juillet, entraînant une dévaluation de 6 %. Énormité de la dette ; quand l’Italie emprunte 3 lires, 2 servent à payer les intérêts de la dette en cours. Au second semestre, le commerce extérieur se redresse sous l’effet de la dévaluation ; l’inflation est de 8,6 % pour l’année ; le chômage frappe 10,6 % des actifs. La dette publique atteint 95 % du PIB. Augmentation patente de la population issue de l’immigration (de 400 000 à 800 000 personnes). Des problèmes liés aux immigrés commencent à être pointés par des observateurs : travail au noir, délinquance… et une série de lois est passée pour tenter de juguler cette arrivée (1986, 1990, 1995, 1998). L’impression d’urgence est renforcée par les innombrables tentatives des clandestins albanais d’atteindre l’Italie par la mer, parfois dramatiques. Concrètement, cette immigration est liée essentiellement à une demande de main-d’œuvre dans l’industrie.

## Culture

### Cinéma
- 24 mai : 30e cérémonie des David di Donatello

#### Films italiens sortis en 1985
- 15 novembre : La messe est finie (La messa è finita), film de Nanni Moretti.

#### Mostra de Venise
- Lion d'or d'honneur : Manoel de Oliveira, Federico Fellini et John Huston
- Lion d'or : Sans toit ni loi d'Agnès Varda
- Coupe Volpi pour la meilleure interprétation féminine : non attribué
- Coupe Volpi pour la meilleure interprétation masculine : Gérard Depardieu pour Police de Maurice Pialat

### Littérature

#### Livres parus en 1985
- Aldo Busi : Vita standard di un venditore provvisorio di collant
- Mario Biondi : Gli occhi di una donna (Longanesi) (Prix Campiello)
- Carlo Sgorlon : L'armata dei fiumi perduti
- Sebastiano Vassalli : Sangue e suolo

#### Prix et récompenses
- Prix Strega : Carlo Sgorlon, L'armata dei fiumi perduti (Mondadori)
- Prix Bagutta : Francesca Duranti, La casa sul lago della luna, (Rizzoli)
- Prix Campiello : Mario Biondi, Gli occhi di una donna
- Prix Malaparte : Nadine Gordimer
- Prix Napoli : Elena Gianini Belotti, Il fiore dell’ibisco, (Garzanti)
- Prix Viareggio : Manlio Cancogni, Quella strana felicità

## Naissances en 1985
- 22 juillet : Paolo Maria Nocera, pilote automobile.
- 8 octobre : Simone Bolelli, joueur de tennis.
- 27 octobre : Stefano Bianco, pilote de vitesse moto. († 11 mars 2020)

## Décès en 1985
- 19 septembre : Italo Calvino, 61 ans, écrivain. (° 15 octobre 1923)
- 13 octobre : Francesca Bertini (Elena Seracini Vitiello), 93 ans, actrice de cinéma de l'époque du cinéma muet. († 11 avril 1892)
- 25 novembre : Elsa Morante, 73 ans, femme de lettres. (° 18 août 1912)
- 28 décembre : Renato Castellani, 72 ans, scénariste et réalisateur de cinéma, lauréat de la palme d'or à Cannes en 1952 et du lion d’or à Venise en 1954. (° 4 septembre 1913)